# Stade San Vito-Gigi Marulla
Le stade San Vito-Gigi Marulla, qui porte le nom de Gigi Marulla depuis 2015, est un stade de football situé la ville de Cosenza en Italie, qui possède une capacité de 25 000 spectateurs.

## Histoire
Il a été inauguré en 1964. Le stade accueille un match de l'équipe nationale italienne de football, valable pour les éliminatoires du championnat d'Europe de 1968 et disputé le 1er novembre 1967 contre Chypre, qui s'est soldé par un score de 5-0 en faveur de l'Italie. C'est le stade utilisé par Cosenza Calcio, club qui obtient le meilleur classement de son histoire en 1992 avec une cinquième place de Serie B. Le 25 février 2011, le stade accueille un match des Six Nations des moins de 20 ans qui oppose l'équipe d'Italie au Pays de Galles.
Le stade accueille également de nombreux artistes tels qu'Antonello Venditti, Sting, Eros Ramazzotti, Deep Purple, etc.
Initialement nommé Stade San Vito, il prend son nom actuel en mémoire de Gigi Marulla le 21 septembre 2015, décédé cette même année.